# Mrówinka rudolica
Mrówinka rudolica (Parmoptila woodhousei) – gatunek małego ptaka z rodziny astryldowatych (Estrildidae). Występuje w Afryce Środkowej. Nie jest zagrożony wyginięciem.

## Morfologia
Długość ciała wynosi około 11 cm, masa ciała – około 9,4 g.

## Systematyka
Wyróżniono dwa podgatunki P. woodhousei:
- P. woodhousei woodhousei – południowo-wschodnia Nigeria i Kamerun do zachodniej Demokratycznej Republiki Konga;
- P. woodhousei ansorgei – północna Angola.

## Występowanie
Zasięg występowaniaMrówinka rudolica występuje w następujących krajach Afryki Środkowej: Angola, Demokratyczna Republika Konga, Gabon, Gwinea Równikowa, Kamerun, Republika Konga, Nigeria, Republika Środkowoafrykańska.
ŚrodowiskoNizinne tropikalne lasy Afryki Środkowej, zarówno pierwotne, jak i wtórne, lasy galeriowe, plantacje kawy i manioku, obrzeża polan leśnych.

## Pożywienie
Żywi się mrówkami i innymi małymi owadami, w tym gąsienicami, do tego zjada owoce.

## Status
Międzynarodowa Unia Ochrony Przyrody (IUCN) uznaje mrówinkę rudolicą za gatunek najmniejszej troski (LC, Least Concern) nieprzerwanie od 1988 (stan w 2025). Wielkość populacji nie została oszacowana, ale ptak ten opisywany jest jako dość rzadki lub rzadki. Ze względu na brak dowodów na spadki liczebności i istotne zagrożenia dla gatunku BirdLife International ocenia trend liczebności populacji jako prawdopodobnie stabilny.